# Radyr and Morganstown
Radyr and Morganstown är en community i Storbritannien.   Den ligger i kommunen Cardiff och riksdelen Wales, i den södra delen av landet, 220 km väster om huvudstaden London.
Radyr och Morganstown är två byar i nordvästra delen av kommunen Cardiff.